# Кейшер Фуллер
Кейшер Фуллер (ісп. Keysher Fuller; нар. 17 липня 1994, Лимон) — костариканський футболіст, захисник клубу «Ередіано».
Виступав, зокрема, за клуб «Сапрісса», а також національну збірну Коста-Рики.

## Клубна кар'єра
У дорослому футболі дебютував 2013 року виступами за команду «Сапрісса», в якій провів три сезони.
Згодом з 2016 по 2018 рік грав у складі команд «Уругвай де Коронадо» та «Мунісіпаль Гресія».
До складу клубу «Ередіано» приєднався 2018 року. Станом на 7 листопада 2022 року відіграв за костариканську команду 123 матчі в національному чемпіонаті.

## Виступи за збірну
У 2019 році дебютував в офіційних матчах у складі національної збірної Коста-Рики.
У складі збірної був учасником чемпіонату світу 2022 року у Катарі.